# Stupava
Pour les articles homonymes, voir Stupava (homonymie).
Stupava (en allemand : Stampfen ; en hongrois : Stomfa) est une ville du district de Malacky, dans la région de Bratislava, en Slovaquie. Sa population s'élève à 8 400 habitants.

## Géographie
Stupava se trouve à 15 km au nord de Bratislava.

## Histoire
La plus ancienne mention de Stupava remonte à 1269 (Ztumpa).

## Démographie

### Évolution de la population
| Année:               | 1994. | 2004.   | 2014.    | 2024.    |
| -------------------- | ----- | ------- | -------- | -------- |
| Nombre de personnes: | 7874  | 8283    | 10 235   | 12 850   |
| Différence:          |       | +5,19 % | +23,56 % | +25,54 % |

| Année:               | 2023.  | 2024.   |
| -------------------- | ------ | ------- |
| Nombre de personnes: | 12 803 | 12 850  |
| Différence:          |        | +0,36 % |

## Politique
| Nom          | Parti politique      | date de l'élection | Fin du mandat |
| ------------ | -------------------- | ------------------ | ------------- |
| Ján Beleš    | Candidat indépendant | 02.12.2006         | ?             |
| Ľubomír Žiak | KDH,SDKÚ-DS          | 22.11.2008         | Déc. 2010     |
| Slezák Pavel | SMER                 | Déc. 2010          |               |

## Jumelages
- Ivančice (Tchéquie)
- Kuřim (Tchéquie)
- Łowicz (Pologne)
- Nagykovácsi (Hongrie)
- Svogué (Bulgarie)